# Розподіл Фреше
Розподіл Фреше, також відомий як обернений розподіл Вейбулла
, є окремим випадком узагальненого розподілу екстремального значення. Він має кумулятивну функцію розподілу
{\displaystyle \Pr(X\leq x)=e^{-x^{-\alpha }}{\text{ if }}x>0.}
де α > 0 є параметром форми. Його можна узагальнити надаючи йому параметру розташування m (мінімум) і параметра масштабу s > 0 з кумулятивною функцією розподілу
{\displaystyle \Pr(X\leq x)=e^{-\left({\frac {x-m}{s}}\right)^{-\alpha }}{\text{ if }}x>m.}
Названий на честь Моріса Фреше , який написав статтю про цей розподіл у 1927 році, подальша робота була зроблена Фішером і Типпетом в 1928 і Гумбелем в 1958 році.

## Характеристики
Єдиний параметр Фреше {\displaystyle \alpha } має стандартизований момент
{\displaystyle \mu _{k}=\int _{0}^{\infty }x^{k}f(x)dx=\int _{0}^{\infty }t^{-{\frac {k}{\alpha }}}e^{-t}\,dt,}
(з {\displaystyle t=x^{-\alpha }}) визначений тільки при {\displaystyle k<\alpha }:
{\displaystyle \mu _{k}=\Gamma \left(1-{\frac {k}{\alpha }}\right)}
де {\displaystyle \Gamma \left(z\right)} це Гамма-функція.
Зокрема:
- Для {\displaystyle \alpha >1} математичне сподівання дорівнює {\displaystyle E[X]=\Gamma (1-{\tfrac {1}{\alpha }})}
- Для {\displaystyle \alpha >2} в дисперсія становить {\displaystyle {\text{Var}}(X)=\Gamma (1-{\tfrac {2}{\alpha }})-{\big (}\Gamma (1-{\tfrac {1}{\alpha }}){\big )}^{2}.}

Квантиль {\displaystyle q_{y}} порядку {\displaystyle y} можна виразити оберненням функції розподілу,
{\displaystyle q_{y}=F^{-1}(y)=\left(-\log _{e}y\right)^{-{\frac {1}{\alpha }}}}.
Зокрема, медіана - це:
{\displaystyle q_{1/2}=(\log _{e}2)^{-{\frac {1}{\alpha }}}.}
Мода розподілу {\displaystyle \left({\frac {\alpha }{\alpha +1}}\right)^{\frac {1}{\alpha }}.}
Особливо для 3-параметричного розподілу Фреше, перший квартиль дорівнює {\displaystyle q_{1}=m+{\frac {s}{\sqrt[{\alpha }]{\log(4)}}}}, а третій квартиль
{\displaystyle q_{3}=m+{\frac {s}{\sqrt[{\alpha }]{\log({\frac {4}{3}})}}}.}
Також квантили для середнього та режиму:
{\displaystyle F(mean)=\exp \left(-\Gamma ^{-\alpha }\left(1-{\frac {1}{\alpha }}\right)\right)}
{\displaystyle F(mode)=\exp \left(-{\frac {\alpha +1}{\alpha }}\right).}

## Застосування

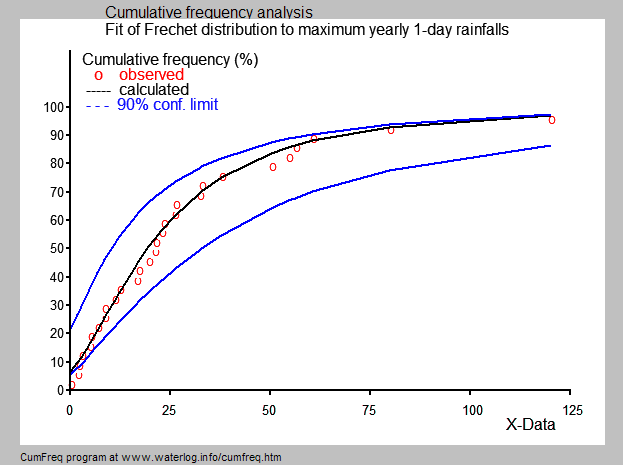
Моделювання кумулятивною функцією розподілу Фреше екстремальних одно-денних дощів

- В гідрології, розподіл Фреше застосовується для моделювання екстремальних явищ, таких як річна максимальна одноденна кількість опадів і річкового стоку[4]. Блакитний малюнок, зроблений на ПЗ CumFreq ілюструє  моделювання розподілом Фреше річного  денного максимуму опадів в Омані, на малюнку також показано 90% довірчий інтервал побудований на основі біноміального розподілу. Кумулятивні частоти спостережень кількости опадів представлені ґрафіком позицій в рамках сукупного частотного аналізу.

Однак, здебільшого в гідрології підгонку розподілу здійснюють через узагальнений розподіл екстремальних значень, що дозволяє уникнути припущення про відсутність нижньої межі розподілу (як того вимагає розподіл Фреше). [джерело?]
- Один тест для оцінки асимптотичної залежности чи незалежности багатовимірного розподілу полягає у перетворенні даних в стандартні відособлення Фреше за допомогою перетворення {\displaystyle Z_{i}=-1/\log F_{i}(X_{i})} а потім відображення з картезіанських до псевдо-полярних координат {\displaystyle (R,W)=(Z_{1}+Z_{2},Z_{1}/(Z_{1}+Z_{2}))}. Значення {\displaystyle R\gg 1} відповідають граничним даним, для яких принаймні один компонент екстремальний, тоді як  {\displaystyle W} близькі до 1 або 0 означає, що тільки один компонент екстремальний.

## Пов'язані розподіли
- Якщо {\displaystyle X\sim U(0,1)\,} (Рівномірний розподіл (безперервне)) тоді {\displaystyle m+s(-\log(X))^{-1/\alpha }\sim {\textrm {Frechet}}(\alpha ,s,m)\,}
- Якщо {\displaystyle X\sim {\textrm {Frechet}}(\alpha ,s,m)\,} тоді {\displaystyle kX+b\sim {\textrm {Frechet}}(\alpha ,ks,km+b)\,}
- Якщо {\displaystyle X_{i}\sim {\textrm {Frechet}}(\alpha ,s,m)\,} і {\displaystyle Y=\max\{\,X_{1},\ldots ,X_{n}\,\}\,} тоді {\displaystyle Y\sim {\textrm {Frechet}}(\alpha ,n^{\tfrac {1}{\alpha }}s,m)\,}
- Функція розподілу розподілу Фреше є розв'язком рівняння максимального постулату стабільности
- Якщо {\displaystyle X\sim {\textrm {Frechet}}(\alpha ,s,m=0)\,} тоді обернена випадкова величина має розподіл Вейбулла: {\displaystyle X^{-1}\sim {\textrm {Weibull}}(k=\alpha ,\lambda =s^{-1})\,}

## Властивості
- Розподіл Фреше є максимальним стабільним розподілом
- Фреше розподілена випадкова величина зі знаком мінус є мінімальним стабільним розподілом

## Публікації
- Fréchet, M., (1927). "Sur la loi de probabilité de l'écart maximum." Ann. Soc. Polon. Math. 6, 93.
- Fisher, R.A., Tippett, L.H.C., (1928). "Limiting forms of the frequency distribution of the largest and smallest member of a sample." Proc. Cambridge Philosophical Society 24:180–190.
- Gumbel, E.J. (1958). "Statistics of Extremes." Columbia University Press, New York.
- Kotz, S.; Nadarajah, S. (2000) Extreme value distributions: theory and applications, World Scientific. ISBN 1-86094-224-5

## Ланки
- An application of a new extreme value distribution to air pollution data[недоступне посилання] (англ.)
- Wave Analysis for Fatigue and Oceanography [Архівовано 10 червня 2019 у Wayback Machine.] (англ.)